# Inada-Bedingungen
Als Inada-Bedingungen bezeichnet man in der neoklassischen Produktions- und Wachstumstheorie mehrere Bedingungen, die üblicherweise an die verwendeten Produktionsfunktionen gestellt werden. Die Bezeichnung geht auf einen Artikel des japanischen Ökonomen Inada Ken-Ichi aus dem Jahr 1963 zurück, in dem er diese explizit für ein Wachstumsmodell formuliert.
Die Bezeichnung „Inada-Bedingungen“ wird dabei in der Literatur unscharf verwendet; der überwiegende Teil der Autoren beschränkt sich auf die untenstehenden Anforderungen, andere rechnen den Inada-Bedingungen darüber hinaus auch andere klassischerweise vorausgesetzte (und eben auch von Inada übernommene) Bedingungen zu, wie beispielsweise die Annahme abnehmender Grenzproduktivität (siehe auch der nachfolgende Abschnitt).

## Erläuterung

Beispiel einer Produktionsfunktion, die die Inada-Bedingungen erfüllt

Sei {\displaystyle F(K,L)} eine Produktionsfunktion, wobei {\displaystyle K} für den Kapitaleinsatz und {\displaystyle L} für den Arbeitseinsatz steht. Dann besagen die Inada-Bedingungen (im engeren Sinne), dass das Grenzprodukt eines jeden Produktionsfaktors gegen unendlich konvergiert, wenn man nur den jeweiligen Faktoreinsatz gegen null streben lässt; lässt man den jeweiligen Faktoreinsatz hingegen gegen unendlich streben, so konvergiert das Grenzprodukt des Faktors gegen null. Formell gilt also
{\displaystyle \lim _{K\to 0}{\frac {\partial F(K,L)}{\partial K}}=\infty \quad {\textrm {und}}\quad \lim _{K\to \infty }{\frac {\partial F(K,L)}{\partial K}}=0}
beziehungsweise
{\displaystyle \lim _{L\to 0}{\frac {\partial F(K,L)}{\partial L}}=\infty \quad {\textrm {und}}\quad \lim _{L\to \infty }{\frac {\partial F(K,L)}{\partial L}}=0}.
Eine typische, für technische Zwecke hilfreiche Lesart dieser Bedingungen ist zum Beispiel, dass bei gegebener Technologie in einer Volkswirtschaft der Output  nicht beliebig gesteigert werden kann, indem der Arbeitseinsatz immer weiter erhöht wird.
Im weiteren Sinne bezeichnen die Inada-Bedingungen die folgenden 6 Eigenschaften in Anlehnung an die Formulierung von Hirofumi Uzawa: für eine Funktion {\displaystyle f(x)} gilt
1. der Wert der Funktion {\displaystyle f(x)} an der Stelle 0 ist 0: {\displaystyle f(0)=0}
2. die Funktion ist zweimal stetig differenzierbar,
3. die Funktion ist streng monoton steigend in {\displaystyle x_{i}}: {\displaystyle \partial f(x)/\partial x_{i}>0},
4. die zweite Ableitung der Funktion ist negativ in {\displaystyle x_{i}} (demnach handelt es sich um eine konkave Funktion): {\displaystyle \partial ^{2}f(x)/\partial x_{i}^{2}<0},
5. der Grenzwert der ersten Ableitung ist positiv unendlich für {\displaystyle x_{i}} gegen 0: {\displaystyle \lim _{x_{i}\to 0}\partial f(x)/\partial x_{i}=+\infty },
6. und der Grenzwert der ersten Ableitung ist null für {\displaystyle x_{i}} gegen unendlich: {\displaystyle \lim _{x_{i}\to +\infty }\partial f(x)/\partial x_{i}=0}.

## Implikationen
Unterstellt man, wie dies typischerweise für Produktionsfunktionen angenommen wird, dass beide Inputfaktoren eine positive aber abnehmende Grenzproduktivität aufweisen, dass also gilt:
{\displaystyle {\frac {\partial F(K,L)}{\partial K}}>0\quad {\textrm {sowie}}\quad {\frac {\partial ^{2}F(K,L)}{\partial K^{2}}}<0}
beziehungsweise
{\displaystyle {\frac {\partial F(K,L)}{\partial L}}>0\quad {\textrm {sowie}}\quad {\frac {\partial ^{2}F(K,L)}{\partial L^{2}}}<0},
und dass die Produktionsfunktion über konstante Skalenerträge verfügt (= homogen vom Grade eins ist):
{\displaystyle F(\alpha K,\alpha L)=\alpha F(K,L)\quad (\alpha \in \mathbb {R} ^{+})},
dann folgt aus den obigen Inada-Bedingungen überdies, dass jeder eingesetzte Faktor essenziell (auch: wesentlich) ist. Damit ist gemeint, dass eine Volkswirtschaft in einem Zustand, in dem es entweder kein Kapital oder keine Arbeit gibt, keinerlei Output generieren kann. Formell:
{\displaystyle F(K,0)=0\quad {\textrm {und}}\quad F(0,L)=0}.
Genügt eine Produktionsfunktion den Inada-Bedingungen, sind daher Randlösungen ausgeschlossen, bei denen ein Faktoreinsatz im Gewinnmaximum verschwindet oder unbeschränkt wächst.
Es wurde vermutet, dass die Inada-Bedingungen implizieren, dass die Produktionsfunktion asymptotisch vom Cobb-Douglas-Typ sein muss, da sie davon ausgingen, dass alle Funktionen die asymptotisch eine Substitutionselastizität von eins aufweisen zur Klasse der Cobb-Douglas-Funktionen gehören. Es zeigte sich allerdings jedoch, dass die Inada-Bedingungen implizieren, dass für diese Eigenschaft die Produktionsfunktion nicht notwendigerweise vom Cobb-Douglas-Typ sein muss.